# At-Tafila
at-Tafila (arabisch الطفيلة, DMG aṭ-Ṭafīla), auch Tafila geschrieben, ist eine Stadt in Jordanien und die Hauptstadt des Gouvernement at-Tafila. Sie hatte eine Bevölkerung von 27.559 Einwohnern im Jahr 2015.  Sie ist bekannt für ihre grünen Gärten, die Oliven- und Feigenbäume und Weinreben enthalten. at-Tafila wurde zuerst von den Edomitern gebaut und wurde Tophel genannt.

## Geschichte
Wie in anderen Teilen der Levante wurden auch im Gouvernement at-Tafila Anzeichen von Besiedlung aus dem Paläolithikum gefunden.
1984 entdeckte ein Team von Archäologen der Universität von Arizona in Höhlen in Ain Defla und Hessa Steinwerkzeuge, die auf ein Alter von 90.000 Jahren geschätzt wurden. Obwohl keine menschlichen Überreste aus dieser Zeit gefunden werden konnten, lieferten die Funde der prähistorischen Werkzeuge den Wissenschaftlern viele Informationen über menschliche Zivilisationsstufen in der Levante.
Die älteste bekannte Zivilisation, die auf den Böden von Tafila ein Königreich errichtete, war die von Edom, und Tafila liegt auf den Ruinen der edomitischen Stadt Tophel. Die Hauptstadt von Edom war in Busairah, 23 km südlich von Tafila. Die Edomiter verbündeten sich oft mit ihren Nachbarn in Moab. Tafila wurde dann an das Königreich der Nabatäer angeschlossen, die ihre Hauptstadt in Petra hatten. Nach der römischen Invasion wurde es von den Ghassaniden regiert, die unter der Autorität Roms standen.
At-Tafila kam dann unter muslimische Herrschaft, war aber für eine kurze Zeit unter Kreuzzüglerherrschaft. Später gelangte die Siedlung unter die Herrschaft der Osmanen und Briten.

## Demografie
Die Bevölkerung ist in den letzten Jahren angestiegen.
| Jahr          | Einwohnerzahl |
| ------------- | ------------- |
| 1994 (Zensus) | 20.881        |
| 2004 (Zensus) | 23.512        |
| 2015 (Zensus) | 27.559        |

## Bildung
Es gibt eine Universität in at-Tafila, die Tafila Technical University. Sie wurde 1986 als Fachhochschule gegründet und 2005 zu einer Universität erweitert. 